# هنر اینترنتی
هنر شبکه یا هنر اینترنتی (به انگلیسی: Internet art)، نوعی هنر رسانه‌ای جدید است که از طریق اینترنت منتشر می‌شود. در بسیاری از موارد، بیننده به سوی نوعی به تعامل با اثر هنری کشیده می‌شود. از هنرمندانی که به این روش کار می‌کنند، به عنوان هنرمندان شبکه نیز یاد می‌شود. هنرمندان شبکه ممکن است از سنت‌های خاص اجتماعی یا فرهنگی اینترنتی برای تولید هنر خود خارج از ساختار فنی اینترنت استفاده کنند. هنر اینترنتی اغلب - اما همیشه - مبتنی بر هنر تعاملی، هنر مشارکتی و هنر چندرسانه‌ای است. از هنر اینترنتی می‌توان برای پخش پیام سیاسی یا اجتماعی، و با استفاده از تعاملات انسانی استفاده کرد.
اصطلاح هنرهای شبکه معمولاً به هنری‌هایی گفته نمی‌شود که به سادگی دیجیتالی و بارگذاری شده باشد تا در اینترنت و گالری آنلاین قابل مشاهده باشد. بلکه این ژانر به‌طور کلی به اینترنت متکی است و از جنبه‌هایی از جمله رابطه تعاملی شبکه‌ای و در ارتباط با چندین فرهنگ اجتماعی و اقتصادی و خرده‌فرهنگ‌ها و نه فقط کارهای تحت شبکه، بهره می‌برد.
جان لیپولیتو، نظریه‌پرداز رسانه‌های جدید و کیوریتور، «ده اسطوره هنرهای شبکه» را در سال ۲۰۰۲ تعریف کرد. تأکید بر متمایز کردن هنرهای شبکه از طراحی وب تجاری، و فهم مسائل مربوط به ماندگاری، بایگانی شدن و جمع‌آوری در یک محیط سیال را ذکر کرد.

## تاریخ و زمینه
ریشه هنرهای شبکه‌ای در سنت‌ها و جنبش‌های متفاوت هنری است، از دادائیسم گرفته تا جنبش بین‌الملل موقعیت‌گرا هنرهای مفهومی، جنبش فلوکسوس، هنر ویدئویی، هنر سینتیک، هنر اجرا، هنرهای تله‌ماتیک (از راه دور) و نمایش پیشامدی است.
در سال ۱۹۷۴، ورا فرینکل، هنرمند کانادایی با استودیوی کنفرانس تلفنی “بل کاناداً برای تولید اثر ریسمان بازیها: بداهه‌پردازی‌ها برای ویدئوی درون‌شهری، که اولین اثر هنری در کانادا بود که از فناوری‌های ارتباط از راه دور استفاده می‌کرد، همکاری کرد.
یکی از نمونه کارهای اولیه تله‌ماتیک «تا شدن متن» اثر «روی اسکات» بود. که با همکاری موزه هنر مدرن پاریس در نمایشگاهی در همان موزه در سال ۱۹۸۳ اجرا شده.
در سال ۱۹۸۵، ادواردو کاس شعر ویدئوتکس متحرک Reabracadabra
را برای سیستم مینیتل آفرید.
NetOper@ اولین اثر تعاملی ایتالیایی برای شبکه توسط سرجیو مالتاگیاتی در سال ۱۹۹۷ آفریده شد. این کار تعاملی همزمان در فضای واقعی و فضای مجازی با همکاری پیترو گروسی، پدر افسانه ای موسیقی انفورماتیک ایتالیا ارائه شد. [۸]
در سال ۲۰۰۰ موزه ویتنی هنر آمریکایی هنر شبکه را در نمایشگاه دوسالانه خود قرار داد. [۱۰] این اولین بار بود که هنر اینترنتی به عنوان یک رده خاص در دوسالانه گنجانده می‌شد، و این یکی از اولین نمونه‌های گنجاندن هنر اینترنتی در محیط موزه بود. هنرمندان اینترنتی شامل مارک آمریکا، فیک شاپ، کن گولدبرگ و آرک بودند.

## پست اینترنت
پست اینترنت توصیفی مبهم است [۱۷] برای آثاری که مرتبط به اینترنت است و بر زیبایی‌شناسی، فرهنگ و جامعه تأثیر گذار است. [۱۸] این اصطلاحی بحث‌برانگیز و بسیار مورد انتقاد در جامعه هنری است. [۱۷]
بین سالهای ۲۰۰۰ تا ۲۰۱۰، هنرمندان پست اینترنت عمدتاً نسل هزاره ای‌های فعال در سیستم عامل‌های شبکه مانند Tumblr و MySpace بودند. این جنبش همچنین پیشگامان تولید میکرو ژانرها و خرده فرهنگ‌های مانند سی پانک و ویپورویو بودند. [۱۷]
از اواسط دهه ۲۰۰۰ مباحث مربوط به هنر شبکه توسط ماریسا اولسون، جین مک هیو و آرتی ویرکنت در مورد هنر بوجود آمد. [۱۹]
سال ۲۰۱۵ در مقاله ای در نیویورکر، این اصطلاح اینگونه تعریف شده "شیوه‌های کار هنرمندانی که … برخلاف نسل‌های قبلی، شبکه را [به عنوان] یک مدیوم دیگر برای نقاشی یا مجسمه سازی به کار می‌گیرند. آثار هنری آنها بین فضاها، گاهی در یک صفحه نمایش، و بار دیگر در یک گالری ظاهر می‌شوند. "[۲۰]
آثار نیما نیا هنر مند ایرانی-آمریکای از نمونه‌های موفق هنرهای شبکه ایرانی است.